# Зерфаус
Зерфа́ус (нем. Serfaus) — коммуна (нем. Gemeinde) в Австрии, в федеральной земле Тироль.
Входит в состав округа Ландек. Площадь общины составляет 59,67 км², население — 1151 человек (1 января 2021), плотность населения — 19 чел./км². Официальный код — 70624. Горнолыжный курорт.

## Подземная железная дорога
Зерфаус известен своей подземной дорогой (официальное название — Dorfbahn, то есть деревенская железная дорога) длиной 1280 м. Она сооружена в 1985 году и соединяет автостоянку с лыжными подъёмниками. Технологическая особенность — состав из двух вагонов на воздушной подушке (вмещает 270 чел.). Дорога одноколейная.
Станции:
- Parkplatz (Парковка)
- Kirche (Церковь)
- Zentrum (Центр)
- Seilbahn (Подъёмник)

Проезд бесплатный, занимает 7 минут.
- Вход на станцию
- Вход на станцию
- В ожидании поезда
- В вагоне старой модели
- В вагоне новой модели
- Конец тоннеля

## Население
| Год  | Численность |
| ---- | ----------- |
| 1869 | 684         |
| 1889 | 662         |
| 1890 | 571         |
| 1900 | 577         |
| 1910 | 532         |
| 1923 | 589         |
| 1934 | 607         |
| 1939 | 592         |
| 1951 | 665         |
| 1961 | 710         |
| 1971 | 852         |
| 1981 | 927         |
| 1991 | 1041        |
| 2001 | 1091        |
| 2011 | 1074        |
| 2021 | 1151        |

## Политическая ситуация
Бургомистр коммуны — Пауль Грайтер.
Совет представителей коммуны (нем. Gemeinderat) состоит из 13 мест.
- местный список: 11 мест.
- местный блок: 2 места.